# André Metz
André Metz (1891 – 16 de dezembro de 1968) foi um general,  físico e escritor francês.
Seus livros foram consagrados por defenderem a teoria da relatividade de Albert Einstein, e sobretudo por contestarem  os ataques feitos contra esta teoria, em especial dos meios filosóficos.